# Troca de dívida por natureza

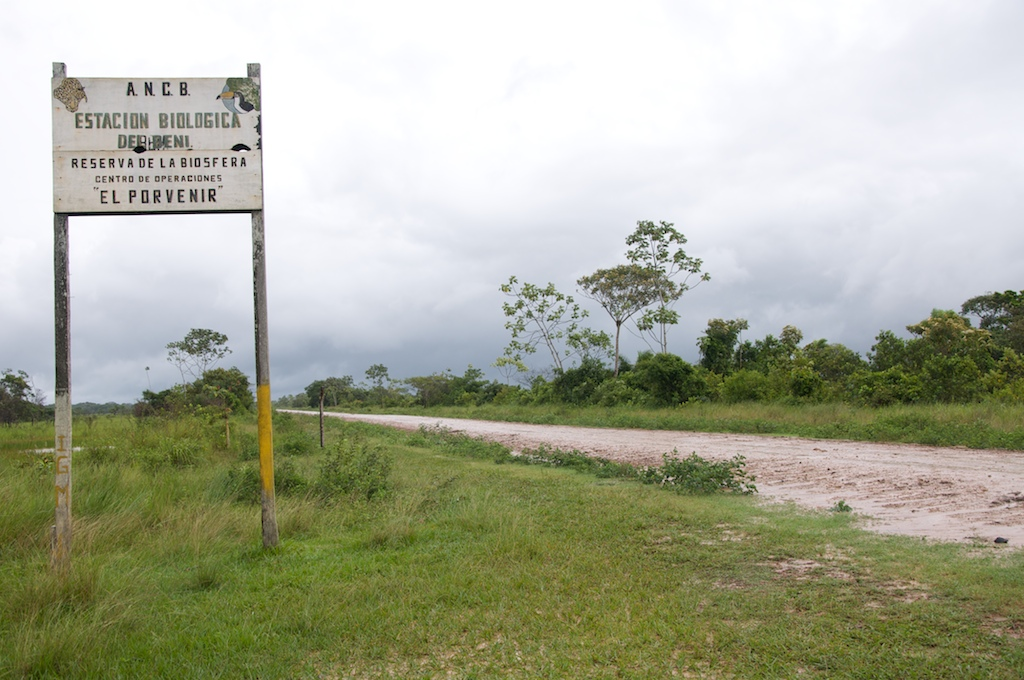
Estação Biológica do Beni, Bolívia.

A troca de dívida por natureza, ou troca de dívida por ação climática, é um um mecanismo financeiro que transfere uma parte da dívida externa de um país para ser aplicada na preservação de um espaço natural crítico ou aplicada em ação climática, buscando melhorar a qualidade ambiental e reduzir o ônus da dívida. Esta troca é a compra da dívida externa de um país, que é convertida em moeda nacional a ser utilizada para financiar projetos de conservação ambiental.
Organizações como a Conservation International, The Nature Conservancy e o World Wildlife Fund participam de trocas internacionais de dívida por natureza desde o final da década de 1980. A primeira troca ocorreu na Bolívia em 1987, que estabeleceu três áreas de conservação próximas à Reserva de Beni.
Entre 1980 à 2009 ocorreram ao menos 128 troca de dívida por serviços sociais, incluindo trocas de dívida por natureza.

## Características
O funcionamento inicial da troca optou por um esquema inspirado na conversão de dívida em capital. Neste modelo os agentes do setor privado adquiriam dívida externa com desconto nos mercados secundários e trocavam-na por investimentos em moeda local para financiar projetos dentro do país endividado.
A finalidade deste tipo de troca diferencia-se da conversão de dívida em capital, pois o objetivo principal, não é a obtenção de ganhos para investidores, e a geração de recursos adicionais dedicados exclusivamente às atividades de conservação ambiental.

## História
A troca de dívida por natureza estabeleceu-se como um mecanismo em 1984, impulsionado pelo Fundo Mundial para a Natureza (do inglês World Wide Fund for Nature, WWF), que procurava converter parte da dívida externa dos países em desenvolvimento em fundos destinados a iniciativas de conservação ambiental. Sua criação fundamentou-se na relação entre dois desafios globais:a alta concentração de biodiversidade nestes países, e as severas pressões econômicas derivadas da dívida externa.

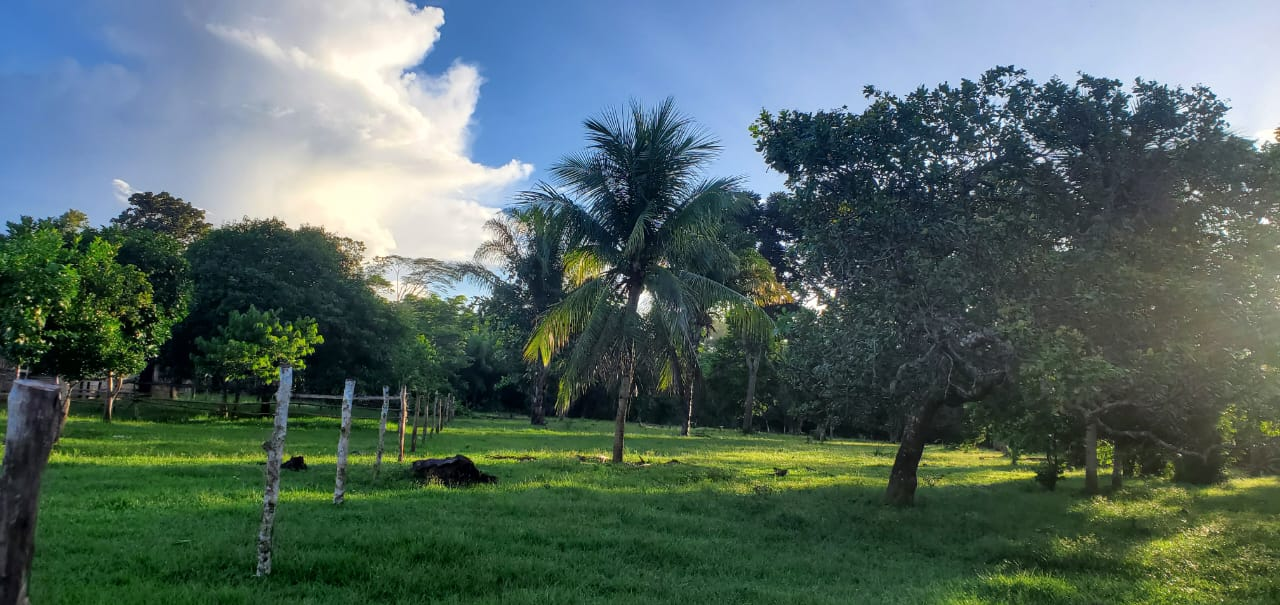
Parque Nacional de Beni

O primeiro acordo de troca de dívida por natureza ocorreu em 1987, quando a Conservation International comprou a dívida boliviana a um preço reduzido e negociou com o governo para destinar os recursos à proteção do Parque Nacional de Beni. Este caso demonstrou a viabilidade do mecanismo como ferramenta de conservação, atraindo a atenção de organizações internacionais e governos.

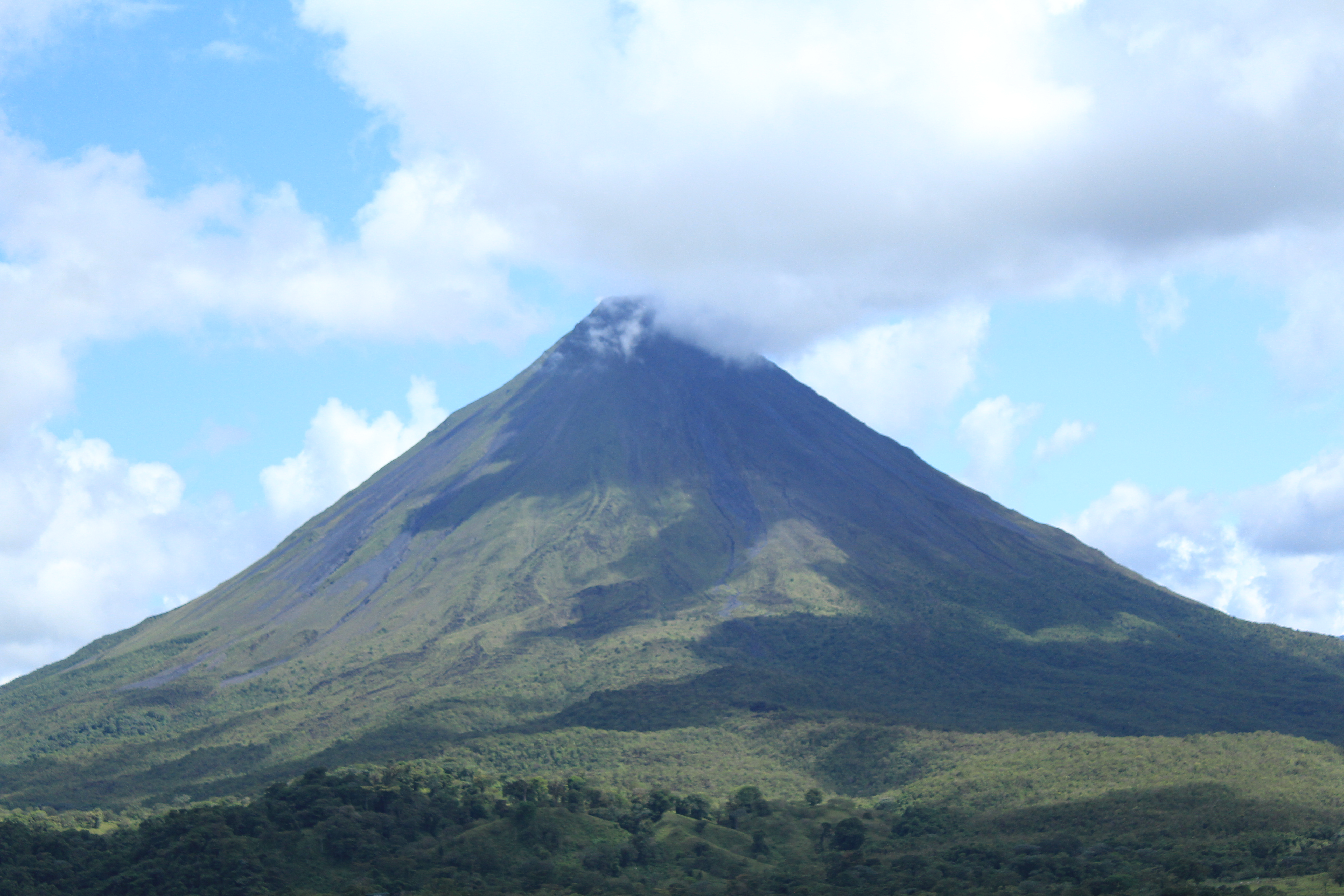
O Parque Nacional Vulcão Arenal localiza-se na parte central de Costa Rica e é parte da Área Protegida Huertar Norte.

No final da década de 1980, outros países como Costa Rica e Madagascar implementaram este modelo de troca para proteger áreas biodiversas. Em 1991, o governo da Costa Rica concordou em usar fundos obtidos através de uma troca para fortalecer seu Sistema Nacional de Áreas de Conservação (SINAC), consolidando sua posição como líder em conservação ambiental na América Latina.
Diferente de outros esquemas financeiros, esse mecanismo não faz a transferência de propriedade ou a repatriação de capital para participantes internacionais. Os recursos permanecem no país devedor e são usados para proteger ecossistemas críticos, programas de educação ambiental, fortalecer áreas protegidas e promover práticas sustentáveis. Desde a sua implementação inicial, as trocas evoluíram para incluir acordos trilaterais (envolvendo não só governos e organizações internacionais), envolvendo também entidades multilaterais como o Banco Mundial e o Fundo Global para o Meio Ambiente (GEF).
Nas décadas seguintes, este mecanismo ampliou-se, com exemplos de destaque como o acordo entre os Estados Unidos e o Peru em 2008, que permitiu preservar milhões de hectares da Amazônia peruana. Estes acordos têm consolidado a troca de dívida por natureza como uma ferramenta na interseção entre financiamento internacionai e conservação ambiental.

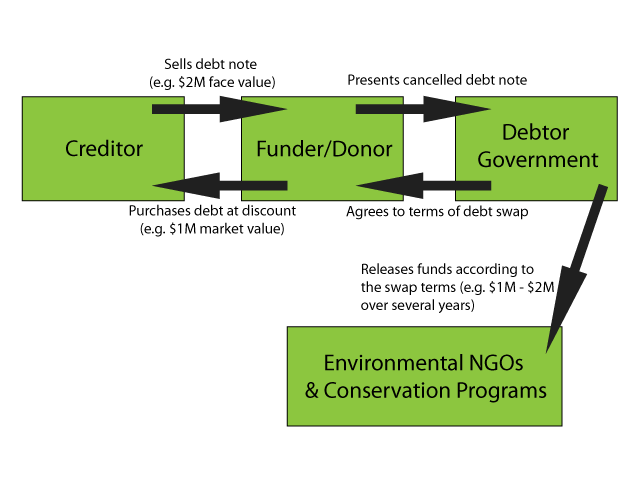
Ilustração geral de uma troca de dívida por natureza (em inglês)

## Processo
O mecanismo de financiamento para trocas de dívida por natureza é um acordo entre o financiador, o governo nacional do país devedor e as organizações de conservação que usam os fundos. O governo nacional do país endividado concorda com um cronograma de pagamento baseado no valor da dívida perdoada, geralmente pago por meio do banco central do país, em moeda local ou em libras. A participação em trocas de dívida por natureza é restringida, principalmente, aos países onde o risco de inadimplência é elevado. Nesse caso, o financiador pode comprar a dívida por um preço bem abaixo do seu valor nominal.

## Tipos
Em uma troca comercial de dívida por natureza ou troca trilateral de dívida por natureza, uma organização não governamental (ONG) atua como financiadora/doadora e compra títulos de dívida de bancos comerciais no mercado secundário. Organizações como a Conservation International, The Nature Conservancy e o World Wildlife Fund participam de trocas internacionais de dívida por natureza desde o final da década de 1980. Nesse modelo, a ONG transfere o título da dívida para o país devedor e, em troca, o país concorda em promulgar políticas ambientais ou doar um título público em nome de uma organização de conservação, visando financiar programas de conservação. No total, as trocas trilaterais de dívida por natureza geraram quase 140 milhões de dólares em financiamento de conservação entre 1987 e 2010 (conforme a Tabela 1).
As trocas bilaterais de dívida por natureza ocorrem entre dois governos, onde um país credor perdoa uma parte da dívida pública bilateral de uma nação devedora em troca de compromissos ambientais desse país. Um exemplo de troca bilateral ocorreu quando o governo dos EUA, sob a Enterprise for the Americas Initiative, perdoou uma parte das obrigações da dívida oficial da Jamaica e permitiu que os pagamentos do saldo fossem para fundos nacionais que financiam a conservação ambiental. Esses fundos criaram a Fundação Ambiental da Jamaica em 1993. As trocas multilaterais de dívida por natureza são semelhantes às trocas bilaterais, mas envolvem transações internacionais de mais de dois governos nacionais. Registros indicam que as trocas bilaterais e multilaterais de dívida por natureza geraram quase 900 milhões de dólares em financiamento total para a conservação entre 1987 e 2010 (Tabela 1). Outra forma de troca de dívida é a troca de dívida por eficiência.

## Participação e rendimentos
A tabela a seguir mostra os países que receberam fundos de trocas e o total de fundos registrados gerados por cada tipo de troca.
| País                    | Financiamento de troca trilateral | Financiamento de troca bilateral e multilateral não estadunidense | Financiamento de troca bilateral dos EUA | Total    |
| ----------------------- | --------------------------------- | ----------------------------------------------------------------- | ---------------------------------------- | -------- |
| Argentina               |                                   |                                                                   | $3,1                                     | $3,1     |
| Bangladesh              |                                   |                                                                   | $8,5                                     | $8,5     |
| Belize                  |                                   |                                                                   | $9,0                                     | $9,0     |
| Bolívia                 | $3,1                              | $9,6                                                              | $21,8                                    | $34,5    |
| Botswana                |                                   |                                                                   | $8,3                                     | $8,3     |
| Brasil                  | $2,2                              |                                                                   |                                          | $2,2     |
| Bulgária                |                                   | $16,2                                                             |                                          | $16,2    |
| Camarões                |                                   | $25,0                                                             |                                          | $25,0    |
| Chile                   |                                   |                                                                   | $18,7                                    | $18,7    |
| Colômbia                |                                   | $12,0                                                             | $51,6                                    | $63,6    |
| Costa Rica              | $42,9                             | $43,3                                                             | $26,0                                    | $112,2   |
| República Dominicana    | $0,6                              |                                                                   |                                          | $0,6     |
| Equador                 | $7,4                              | $10,8                                                             |                                          | $18,2    |
| Egito                   |                                   | $29,6                                                             |                                          | $29,6    |
| El Salvador             |                                   | $6,0                                                              | $55,2                                    | $61,2    |
| Gana                    | $1,1                              |                                                                   |                                          | $1,1     |
| Guatemala               | $1,4                              |                                                                   | $24,4                                    | $25,8    |
| Guiné-Bissau            |                                   | $0,4                                                              |                                          | $0,4     |
| Honduras                |                                   | $21,4                                                             |                                          | $21,4    |
| Indonésia               |                                   |                                                                   | $30,0                                    | $30,0    |
| Jamaica                 | $0,4                              |                                                                   | $37,5                                    | $37,9    |
| Jordânia                |                                   | $45,5                                                             |                                          | $45,5    |
| Madagascar              | $30,9                             | $14,8                                                             |                                          | $45,8    |
| México                  | $4,2                              | $0,0                                                              |                                          | $4,2     |
| Nicarágua               |                                   | $2,7                                                              |                                          | $2,7     |
| Nigéria                 | $0,1                              |                                                                   |                                          | $0,1     |
| Panamá                  |                                   |                                                                   | $20,9                                    | $20,9    |
| Paraguai                |                                   |                                                                   | $7,4                                     | $7,4     |
| Peru                    | $12,2                             | $52,7                                                             | $58,4                                    | $123,3   |
| Filipinas               | $29,1                             | $21,9                                                             | $8,3                                     | $59,3    |
| Polônia                 | $0,1                              | $141,0                                                            |                                          | $141,1   |
| Síria                   |                                   | $15,9                                                             |                                          | $15,9    |
| Tanzânia                |                                   | $18,7                                                             |                                          | $18,7    |
| Tunísia                 |                                   | $1,6                                                              |                                          | $1,6     |
| Uruguai                 |                                   |                                                                   | $7,0                                     | $7,0     |
| Vietnã                  |                                   | $10,4                                                             |                                          | $10,4    |
| Zâmbia                  | $2,5                              |                                                                   |                                          | $2,5     |
| Total por tipo de troca | $138,1                            | $499,6                                                            | $396,2                                   | $1.033,9 |

### Financiadores
Dentre as organizações que já disponibilizaram fundos para pagar as dívidas estão a Nature Conservancy, a Fundação Leonardo DiCaprio, a Fundação Oak e o Fundo Global para o Meio Ambiente.

## Benefícios
As trocas de dívida por natureza costumam ser descritas como acordos nos quais todas as partes se beneficiam e não há desvantagens. Nesse contexto, os benefícios para o país devedor, o credor e as organizações de conservação estão descritos abaixo.

### Para devedores
Por meio de uma troca de dívida por natureza, um país devedor reduz o total de sua dívida externa pendente. O país devedor consegue recomprar parte de sua dívida em condições mais favoráveis e pagar por iniciativas de conservação em vez do serviço da dívida, gerando um aumento no poder de compra internacional para o país devedor. Além disso, acredita-se que a conversão de dívidas em dólares americanos para dívidas em moeda local reduz o ônus da dívida de longo prazo dos países em desenvolvimento. As condições da troca de dívida por natureza também permitem um planejamento e financiamento a longo prazo.
Para um país interessado em financiar a conservação, as trocas de dívida por natureza podem ser uma fonte extra de fundos. Ao contrário das trocas de dívida por patrimônio líquido, as trocas por natureza não comprometem a soberania nacional, uma vez que não ocorre qualquer troca de propriedade.
Os benefícios ambientais para o país devedor incluem:
- Promoção do uso responsável de recursos;
- Auxílio na preservação da biodiversidade;
- Manutenção de serviços ambientais;
- Redução do desmatamento.[19]

O investimento em conservação também proporciona retornos econômicos. Na Costa Rica, por exemplo, os fundos da dívida pela natureza foram bem utilizados na criação e melhoria de parques e reservas, e foram observadas melhorias significativas no turismo, na qualidade da água e na produção de energia, mesmo a curto prazo.

### Para credores
Para os credores, as trocas de dívida por natureza são um método para se livrar de reivindicações de alto risco, uma vez que, ao vender a dívida, eles podem reinvestir os lucros da venda em empreendimentos de melhor desempenho. Os credores com empréstimos de baixo desempenho podem também limitar a sua exposição, ou seja, evitar novos empréstimos aos países devedores até que as suas dívidas pendentes sejam pagas.

### Para organizações de conservação
Os acordos de dívida em troca de natureza são uma fonte de financiamento a longo prazo para iniciativas de conservação, de modo que, tanto as organizações internacionais que atuam como doadoras quanto as organizações locais que utilizam os fundos, podem promover suas metas de conservação. As organizações doadoras também compram a dívida por um valor abaixo do seu valor de mercado e, geralmente, resgatam-na por um valor maior. Dessa forma, acredita-se que as trocas geram fundos de conservação com desconto.

## Declínio
O declínio no número de trocas de dívida por natureza nos últimos anos pode ser atribuído, em parte, aos preços mais altos da dívida comercial nos mercados secundários. No final da década de 1980 e início da década de 1990, as organizações de conservação podiam comprar dívidas grandes no mercado secundário com descontos elevados. Durante esse período, as organizações de conservação e os governos nacionais negociaram as trocas em um ritmo equivalente a cinco acordos por ano. Entretanto, desde 2000, o número de acordos de trocas caiu para cerca de dois por ano e outros acordos para reestruturação e cancelamento da dívida, como a iniciativa Países Pobres Altamente Endividados (HIPC), reduzem a dívida de um país em desenvolvimento em muito mais do que a contribuição relativamente pequena das trocas de dívida por natureza. Além disso, as trocas de dívida por natureza foram alvo de críticas contundentes que podem ter contribuído para o declínio do mecanismo de financiamento da dívida por natureza.

## Crítica

### Benefícios financeiros superestimados
Críticos apontam que as trocas de dívida por natureza proporcionam apenas pequenas reduções na dívida e resultam em um financiamento muito menor do que o valor nominal da dívida comprada no mercado secundário. O montante da dívida pública aliviado por trocas de dívida por natureza, mesmo nos países que participam de trocas regularmente, representa menos de 1% do total da dívida externa. Do mesmo modo, se o país endividado não se empenhar na conservação na ausência de um acordo de dívida por natureza, a troca pode não trazer uma melhoria do bem-estar social ou qualquer espaço fiscal no orçamento nacional. O governo do país devedor ainda é responsável pelo pagamento da dívida, embora seja para uma organização de conservação e não para o credor. Assim, os fundos produzidos pelo acordo podem substituir outras formas de ajuda, assistência à dívida ou financiamento de conservação.

### Má distribuição de fundos
Muitos argumentam que as trocas de dívida por natureza não angariam fundos nas áreas de maior necessidade. No início das trocas de dívida por natureza, quase três quartos do total de fundos gerados foram para a Costa Rica, enquanto outros países com necessidades iguais ou superiores às da Costa Rica não receberam nada. O Brasil, por exemplo, teve participação limitada em trocas de dívida por natureza, embora sofra um desmatamento acelerado.

### Degradação ambiental e dívida externa
Pesquisas indicam que o perdão da dívida, por si só, não estimula a conservação ambiental. Embora a dívida apresente uma correlação positiva com os níveis de desmatamento, a maioria dos pesquisadores acredita que os países mais endividados carecem de instituições políticas e estruturas de fiscalização que limitem a degradação ambiental. Os países com grandes dívidas podem ainda ter altos níveis de desmatamento devido a medidas insuficientes. Para alguns, as soluções para a degradação ambiental são instituições políticas eficazes, democracia, direitos de propriedade e estruturas de mercado, e esta teoria do desenvolvimento corrobora com vários princípios do Consenso de Washington. Outros sugerem que, principalmente, a criação de riqueza e o aumento do rendimento têm um impacto positivo na conservação ambiental. Essa abordagem considera uma curva de Kuznets ambiental, pela qual a degradação aumenta, atinge um ponto de inflexão e depois diminui conforme a renda ou a riqueza aumenta.

### Financiamento insuficiente para a proteção ambiental
Em última análise, a responsabilidade pela conservação é da organização não governamental local que implementa as medidas de proteção. As trocas de dívida por natureza só são eficazes quando as organizações de conservação são respeitadas pelos cidadãos, têm uma boa capacidade de gestão financeira, além de um bom relacionamento com o governo e com outras organizações não governamentais.

### Impactos na população de baixa renda
As trocas de dívida por natureza são normalmente realizadas pela elite de uma nação endividada, não pela classe trabalhadora rural que, tradicionalmente, é proprietária ou, pelo menos, usuária da terra em questão. Os direitos à terra são geralmente expressos de diferentes maneiras e a propriedade assume muitas formas; as primeiras trocas de dívida por natureza desconsideravam as pessoas que viviam nas terras reservadas para conservação, diante disso, as trocas posteriores buscaram incluir os moradores locais, especialmente os povos indígenas, no processo de tomada de decisões e no gerenciamento das terras. Entretanto, “buscarem” incluir não significa que a população tenha sido incluída, já que relatos de casos recentes de troca de dívida em Madagascar ilustram o descontentamento local em relação a projetos de conservação.

### Interferência nos assuntos internos
Outro receio é de que os programas de proteção ambiental, por mais bem-intencionados que fossem, pudessem ser vistos como invasivos e imperialistas. A criação de parques nacionais na África levou, em alguns casos, ao empobrecimento e à deslocação de moradores locais, e esse tipo de intervenção ficou conhecida como colonialismo ambiental ou ecológico.